# Tom Sanders (matemático)
Tom Sanders é um matemático inglês, que trabalha com combinatória aditiva e suas ligações com análise harmônica e teoria analítica dos números.

## Formação e carreira
Sanders estudou na Universidade de Cambridge, onde obteve um doutorado em 2007, orientado por William Timothy Gowers, com a tese Topics in arithmetic combinatorics. Em 2007/2008 esteve no Instituto de Estudos Avançados de Princeton e em 2008/2009 no Mathematical Sciences Research Institute (MSRI) e no Instituto Mittag-Leffler. Desde 2011 é Royal Society University Research Fellow na Universidade de Oxford.
Recebeu o Prêmio Adams de 2011, o Prêmio EMS de 2012, o Prêmio Whitehead de 2013 e o Prêmio Europeu de Combinatória de 2013. Foi palestrante convidado do Congresso Internacional de Matemáticos em Seul (2014: Roth's theorem: an application of approximate groups).